# You Ain't Goin' Nowhere
«You Ain't Goin' Nowhere» es una canción del músico estadounidense Bob Dylan, publicada en el álbum recopilatorio Bob Dylan's Greatest Hits Vol. II. Dylan compuso la canción en 1967 en Woodstock, después de sufrir un accidente de tráfico con una motocicleta en julio de 1966. La primera publicación oficial de la canción tuvo lugar en el recopilatorio Bob Dylan's Greatest Hits Vol. II en 1971, aunque su primera grabación data de 1967, con The Band, que apareció finalmente en 1975 en el álbum The Basement Tapes.
The Byrds también grabó una versión en 1968 que fue publicada como sencillo, notable por ser la primera publicación oficial de la canción, antes de que Dylan la publicase en un álbum suyo. Una versión posterior de Roger McGuinn y Chris Hillman, miembros de The Byrds, alcanzó el top 10 en la lista Hot Country Songs en 1989. La canción también ha sido versionada por músicos como Joan Báez, Unit 4 + 2, Earl Scruggs, Old Crow Medicine Show, Phish, Counting Crows, The Dandy Warhols, Glen Hansard, Markéta Irglová y Óscar Isaac.

## Historia
Entre junio y octubre de 1967, Dylan comenzó a componer y grabar canciones con The Band en Woodstock, algunas de las cuales comenzaron a circular como demos de la compañía editorial de Dylan para que la grabasen otros artistas. «You Ain't Goin' Nowhere» fue compuesta durante este periodo, y contiene una letra que alude a la espera de la llegada de una novia y posiblemente, una aventura prematrimonial definitiva. La versión original de la canción, grabada con The Band en el sótano de su casa en West Saugerties, fue publicada años después en The Basement Tapes. Una versión alternativa e inédita grabada durante las mismas sesiones incluyó versos improvisados y sin sentido como: «Just pick up that oil cloth, cram it in the corn / I don't care if your name is Michael / You're gonna need some boards / Get your lunch, you foreign bib».
El 24 de septiembre de 1971, Dylan regrabó tres canciones de The Basement Tapes para incluirlas en el recopilatorio Greatest Hits Vol. II —«You Ain't Goin' Nowhere», «I Shall Be Released» y «Down in the Flood»— con Happy Traum tocando el bajo, el banjo y la guitarra eléctrica. Traum señaló que «eran canciones muy populares... a las que Dylan quiso poner su propio sello». La letra de «You Ain't Goin' Nowhere» difirió significativamente de la de The Basement Tapes y también contuvo una letra equivocada procedente de la versión realizada por The Byrds tres años antes. La versión de 1971 fue publicada posteriormente en recopilatorios como  The Essential Bob Dylan (2000) y Dylan (2007), aunque las notas del segundo álbum la citan erróneamente como la versión de 1967.

## Versiones
La versión de «You Ain't Goin' Nowhere» de The Byrds fue publicada como sencillo el 2 de abril de 1968, tres años antes de su primera publicación en un disco de Dylan. Fue el sencillo principal del álbum Sweetheart of the Rodeo y alcanzó el puesto 74 en la lista Billboard Hot 100 y el 45 en la lista británica UK Singles Chart. Junto con la entonces formación de The Byrds, la canción contó con la aportación musical de Lloyd Green en el pedal steel guitar.
El grupo británico 4 + 2 también publicaron una versión de la canción como sencillo en 1968 pero con un éxito muy inferior al de la versión de The Byrds. Joan Báez incluyó una versión de la misma canción en Any Day Now, un álbum con versiones de canciones de Dylan. La banda australiana The Flying Circus incluyó la canción en su álbum debut en agosto de 1969.
La banda The Rave-Ups también versionó la canción en su álbum de 1985 Town and Country. Shawn Colvin, Mary Chapin Carpenter y Rosanne Cash también interpretaron la canción en el Madison Square Garden en 1992, publicada en el álbum tributo The 30th Anniversary Concert Celebration.
La banda sonora de la película de 2011 10 Years cuenta con una versión del actor y músico Óscar Isaac.